# گولوچواتس
گولوچواتس (به صربی: Goločevac) یک روستا در صربستان است که در ترگوویشته واقع شده‌است. گولوچواتس ۶۳ نفر جمعیت دارد.